# Eucelatoria comosa
Eucelatoria comosa là một loài ruồi trong họ Tachinidae.